# Автомобильная дверь

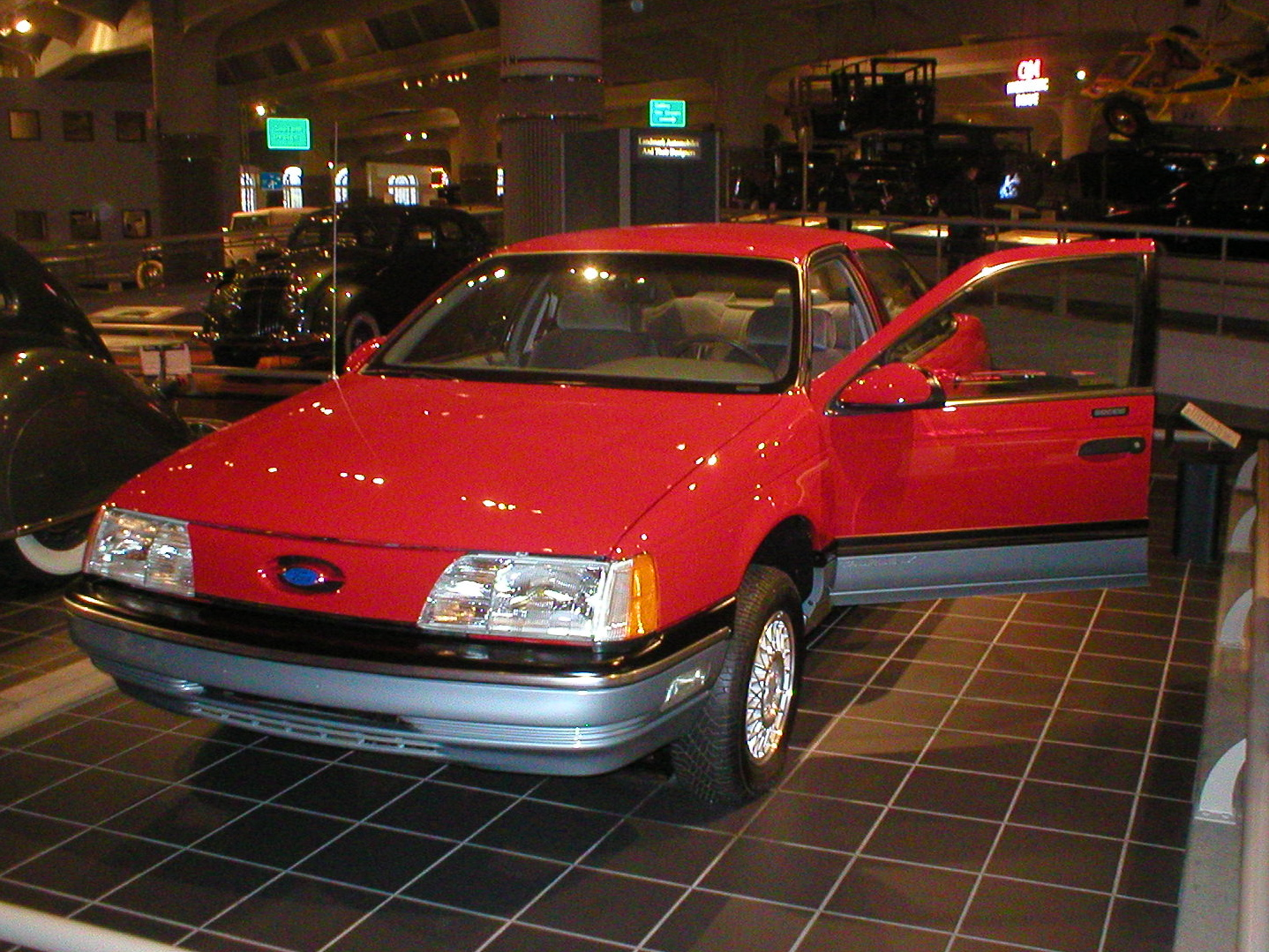
Ford Taurus 1986 года с открытой дверью.

Автомобильная дверь — деталь автомобиля, предназначенная для входа и выхода из машины. Крепится обычно на шарнире, иногда, в специальной колее вдоль открывания двери. Двери похожи на те, что используются в зданиях.
Автомобильные двери могут открываться вручную или с помощью электрического привода. Двери с приводом обычно ставятся на микроавтобусы, модифицированные автомобили или автомобили высокого класса.

## Типы дверей
Существует множество различных типов автомобильных дверей:

### Обычные двери
|  | Обычная стандартная дверь — тип двери, закреплённой шарнирно своим передним краем, что позволяет ей распахиваться наружу кузова. Эти двери относительно безопасные в том, что если их открыть во время движения, сопротивление ветра будет оказывать закрывающий эффект. |

### Заднепетельные двери
|  | Заднепетельная дверь — тип двери, закреплённой шарнирно своим задним краем. Называется также «самоубийственной дверью» (англ. suicide door) из-за потенциальной возможности резко открыться и даже оторваться под действием встречного ветра во время движения автомобиля. Конечно только в случае освобождения засова двери. |

### Ламбо-двери
|  | Ламбо-двери — двери, поворачиваемые вертикально вверх вокруг шарнирного крепления у края лобового стекла. |

### Двери «Крыло бабочки»
|  | «Крыло бабочки» — тип двери, похожий на ламбо-двери с открыванием вертикально вверх, но, помимо прочего, со сдвигом наружу кузова, что позволяет упростить вход/выход из салона и обеспечить дополнительное место. |

### Двери «Крыло чайки»
|  | «Крыло чайки» — тип двери, закреплённой шарнирно своим верхним краем к крыше автомобиля. Получили название ввиду того, что в открытом положении похожи на раскрытые крылья чайки. Фото |

### Сдвижные двери
|  | Сдвижная дверь — тип двери, открывающейся горизонтальным сдвигом в пределах специальной колеи так, что дверь либо опирается о колею, либо на ней висит. Двери часто используются на боковой стороне фургонов, так как позволяют произвести погрузку/выгрузку крупногабаритного груза не заграждая доступ в салон. |

### Верхнеподвесные двери
|  | Верхнеподвесная дверь — тип двери, находящейся на верху автомобиля и приподнимающаяся, чтобы обеспечить доступ пассажирам. Дверь похожа на откидную кабину самолёта-истребителя. Устоявшихся стандартов на двери-навес не существует, поэтому они могут крепиться шарнирами спереди, сбоку или сзади - хотя крепление спереди более распространено. Двери-навес редко применяются на серийных автомобилях, однако они часто используются на "закрытых" модификациях гоночных автомобилей для Ле-Мановских заездов на выносливость. |

## Дверные замки и задвижки
Подавляющее большинство автомобильных дверей надёжно прижимаются к кузову машины с помощью замков, предотвращающих несанкционированный доступ снаружи. Существуют различные системы запирания автомобиля. Дверные замки могут быть ручные или автоматические, с отдельным или центральным управлением. Также возможно дистанционное управление через передатчик в ключе зажигания.
Задние пассажирские двери часто дополнительно оснащаются замками с защитой от детей, чтобы не допустить их выход из машины прежде чем дверь не будет открыта со стороны улицы. Тот же принцип часто применяется в автомобилях полиции для предотвращения побега задержанных лиц.
Дверные замки практически на всех современных автомобилях оперируются использованием ручки, которую требуется тянуть, приподнимать или дёргать на себя, но никак не толкать вперёд. Этому существует объяснение. Ещё в 1970-х некоторые автомобили, как несколько моделей Опеля, использовали для отпирания замка уязвимые нажимные кнопки. Неудачный побочный эффект такого механизма заключался в том, что различные посторонние объекты, которые касались машины при заносе на повороте могли открыть замок, что приведёт к выбросу пассажиров. Смерть, случившаяся точно описанным способом привела в 1978 году к судебному разбирательству против General Motors «20 Cal. 3d 725», в котором англ. Supreme Court of California связал ответственность за качество выпускаемой продукции со сравниваемым конструктивном недостатком, и таким образом подтвердил право General Motors привести доказательства того, что покойный Кирк Дэли вылетел из своего Opel не только потому что распахнулась дверь, но и в связи с алкогольным опьянением и не пристёгнутыми ремнями безопасности.

## Окна

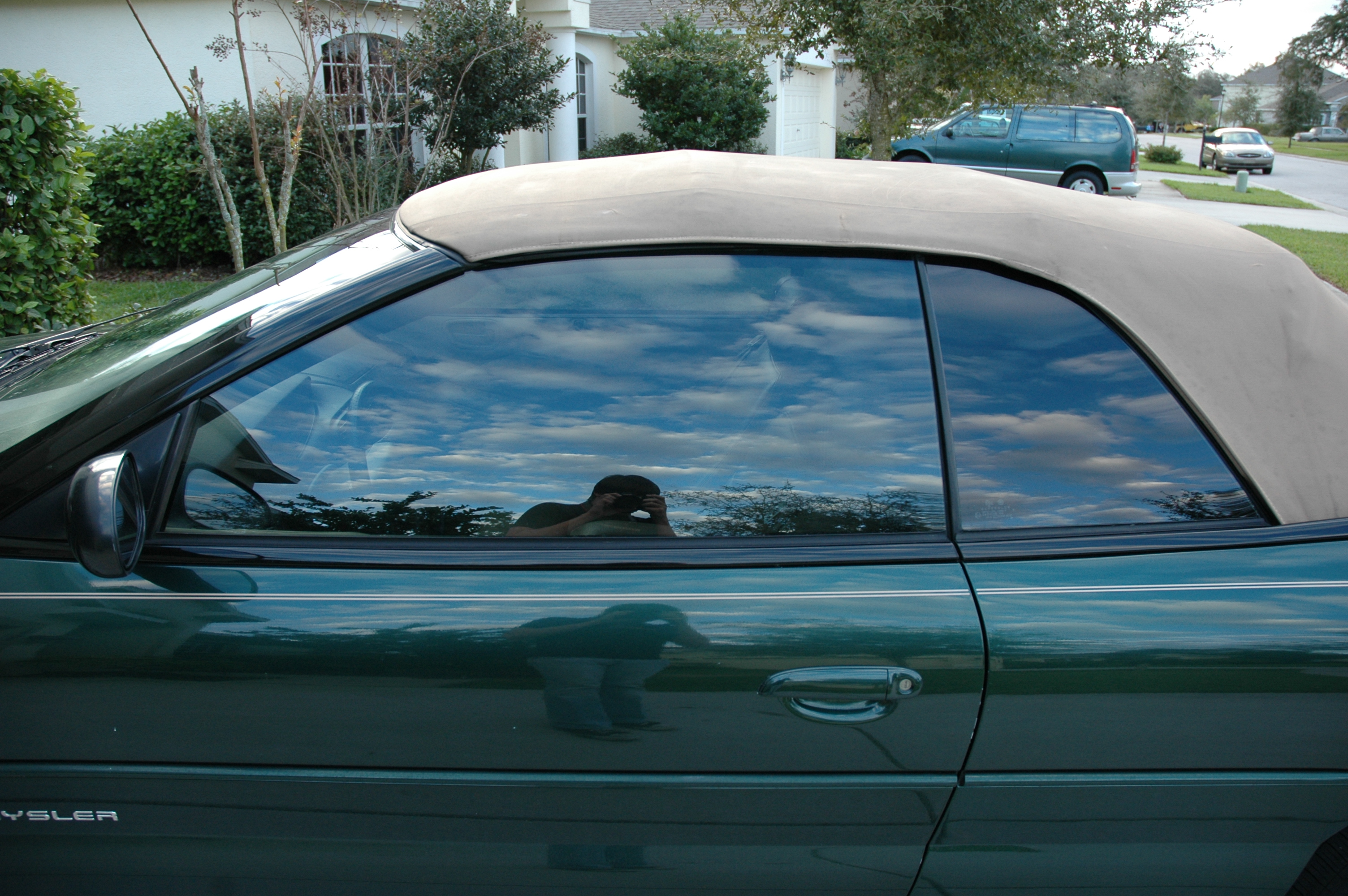

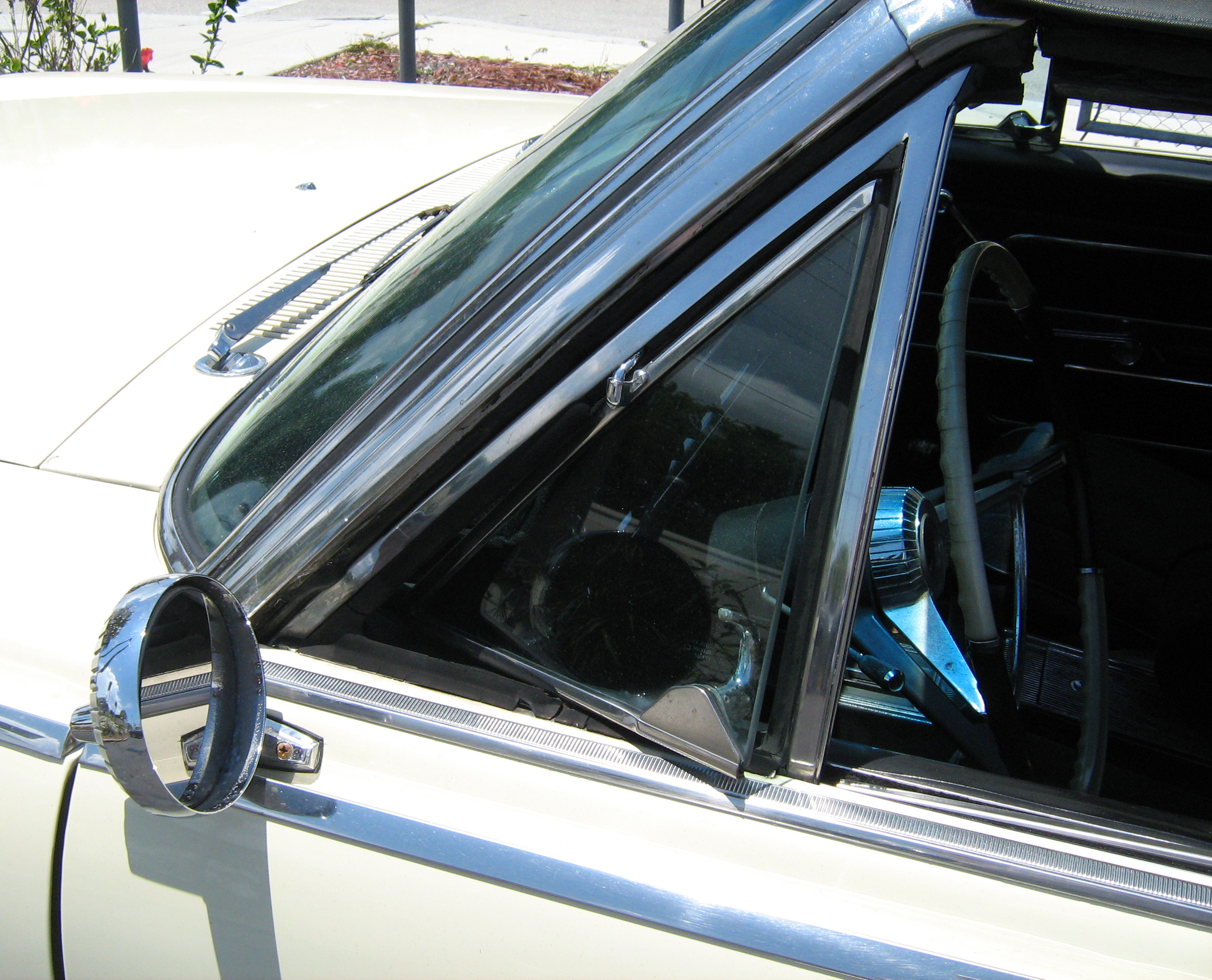
Треугольное боковое окно

В большинстве автомобильных дверей имеется окно. Как правило оно может быть открыто, причём оконный проём может регулироваться. Большинство окон опускаются в дверной каркас и открываются либо вручную крутящейся ручкой, либо электроприводом (в отличие от водительского окна, дверные окна остальных пассажирских мест обычно управляются как на самой двери, так и централизованно органом управления у водительского места). В прошлом некоторые окна приходилось опускать/поднимать непосредственным надавливанием. Они удерживались в верхнем положении силой трения, а не внутренним подъёмным механизмом.
Некоторые автомобили, особенно старые фургоны производства США, имеют окна с шарнирным креплением. Окно откидывается на петлях наружу относительно закрытого положения.
Одна из уже не распространённых схем — треугольное боковое окно (ветровичок), завершающее остекление верхней половины передней двери после основного окна прямоугольной формы. Треугольные окна крепятся на вертикальной оси и та их часть, которая поворачивается наружу составляет угол с направлением движения автомобиля, забирая тем самым воздух внутрь автомобиля. Такое окно можно наблюдать в автомобилях типа Nissan Sunny. Манипулируется и закрывается с помощью поворачивающейся дверной защёлки, часто есть фиксирующая кнопка (раз)блокировки изнутри.

## Дверные доводчики
Автомобильные двери часто имеют доводчики, замедляющие дверь непосредственно перед закрыванием и предотвращающие её открывание за пределы установленных спецификацией ограничений. Современная тенденция — трёхступенчатый дверной доводчик.
Дверные доводчики существуют из-за того, что на первых автомобилях двери были тяжёлыми и чтобы закрыть, приходилось их сильно толкать. Совсем скоро автопроизводители позаботились о создании лёгкой двери, однако пользователи продолжали с силой закрывать дверь, что быстро приводило к её повреждению. Чтобы двери не ломали, появились доводчики для замедления двери прямо перед закрыванием. Вскоре доводчики стали стандартом.

## Применение
- Передние двери
- Задние двери

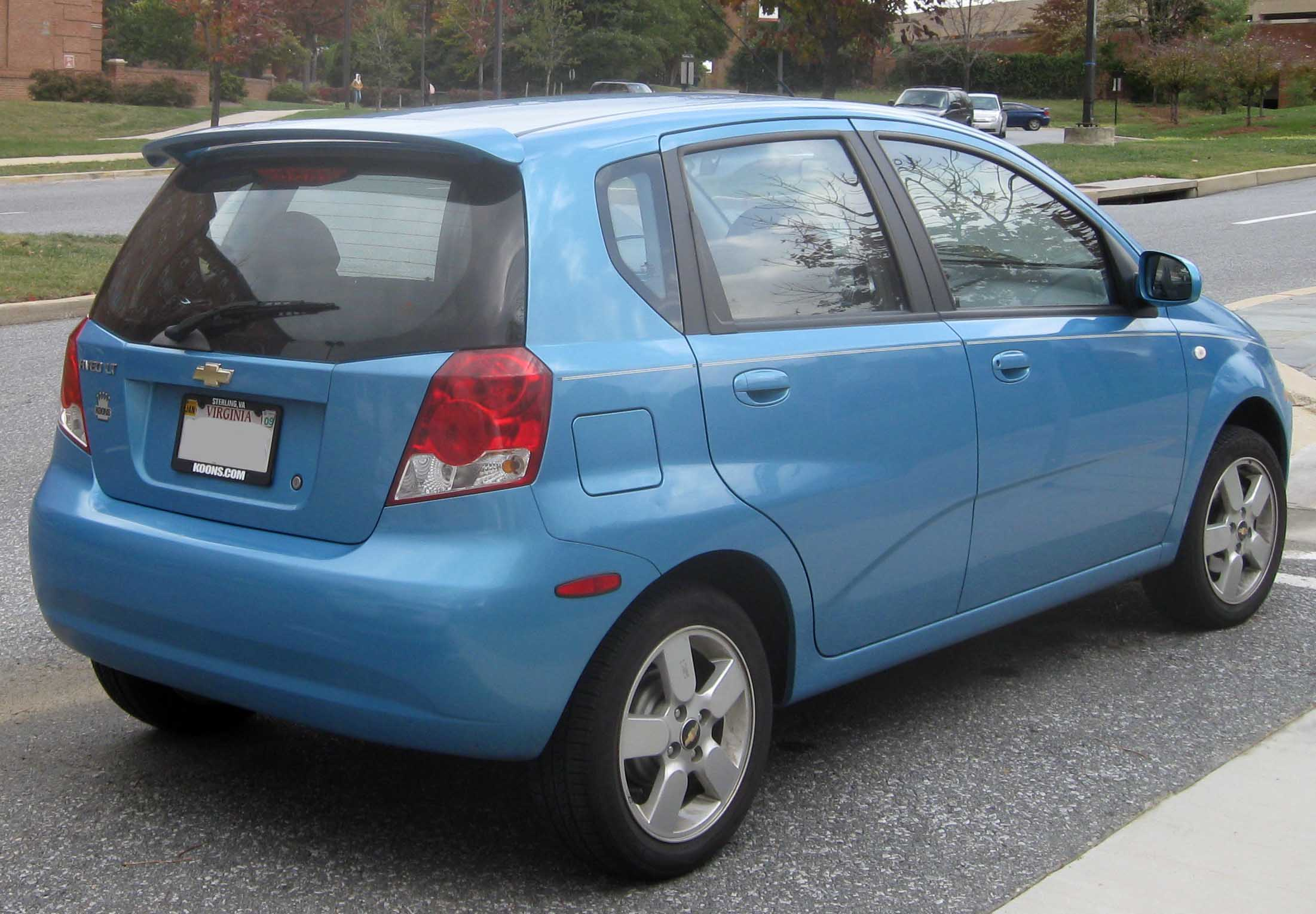
Слева-направо: Дверь в задней стенке, задняя дверь, передняя дверь. Chevrolet Aveo

- Дверь в задней стенке (в хетчбэке и универсале)

## Классификация дверей
Кузова хетчбэк, универсал и фургон, идут в продажу как модели с тремя или пятью дверями. В этих случаях задний люк классифицируется как дверь, так как он ведёт прямо в салон. С другими автомобилями, такими как седан, купе, кабриолет, родстер крышка багажника не считается дверью из-за того, что багажник отделён от салона — эти автомобили идут в продажу как двухдверные или четырёхдверные. Такая классификация используется главным образом в Европе, американские же обозначение используются редко.
В Северной Америке автомобили идут в продажу только как двухдверные или четырёхдверные модели. Это американское обозначение включает только двери пассажиров и водителя и не включает задний люк на хетчбэках и универсалах. Всё это привело к тому, что многие не понимают что в Европе задний люк считается дверью, в то время как изолированный отсек багажника — нет.

## Детали
- Окно стеклянное

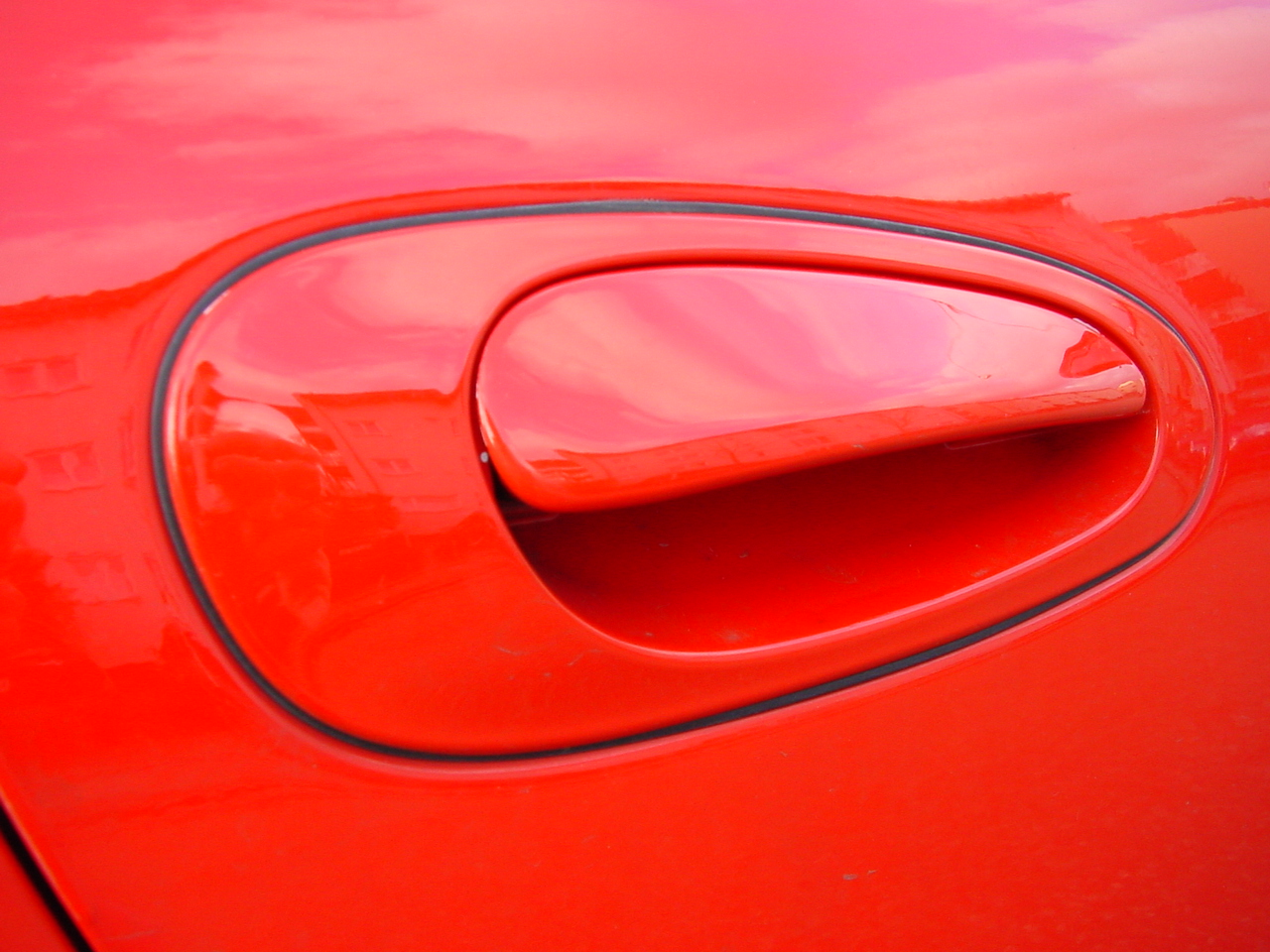
Ручка двери

- Замок двери, который может работать дистанционно
- Фиксирующая кнопка (раз)блокировки замка изнутри
- Ручка открывания двери (снаружи и в салоне)
- Панель отделки двери (внутренняя обшивка)
- Выключатель (включает освещение в салоне при открывании двери)
- Стойка двери
- Карман для принадлежностей (мусора)

## Дверной выключатель
Дверные выключатели — простой механизм включения/отключения, подключённый к освещению салона (потолочный плафон) и, быть может, к сигнальной предупредительной лампе, громкоговорителю или другому устройству для информирования водителя о не закрытой двери. Сигнальный фонарь открытой двери — стандартное оборудование на всех машинах. В американских автомобилях 1950-х — 1990-х имелись зуммеры или «дверные звонки», звучащие всякий раз, когда дверь открывается наряду с включением освещения.

## Неосторожное использование

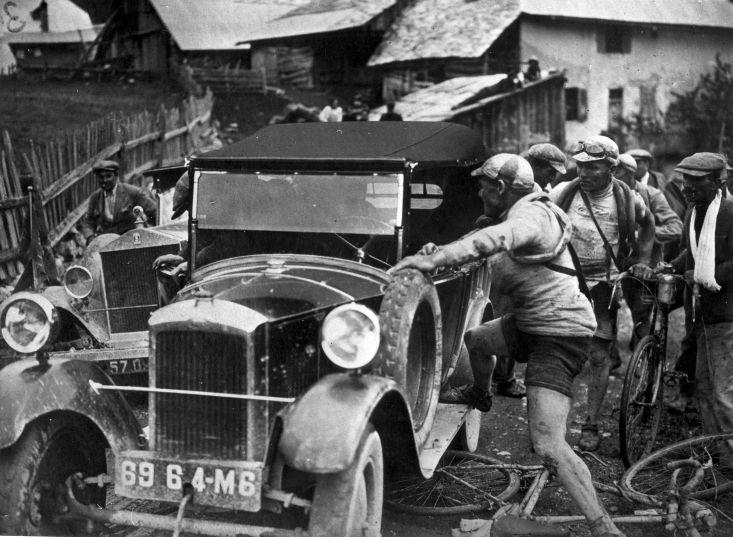

Неосторожное использование автомобильных дверей чревато травматизмом и нанесением материального ущерба. Так, при внезапном открытии двери могут пострадать другие участники дорожного движения: пешеходы, велосипедисты. Сама дверь может быть повреждена и даже оторвана обгоняющим/объезжающим автомобилем. Неоднократны случаи оцарапывания соседних машин на парковках при их чересчур плотном расположении и чрезмерном усилии при открытии дверей.
Также пострадать могут и сами неосторожные пользователи: достаточно распространены травмы (вплоть до переломов) рук и ног при закрытии автомобильных дверей.